# Орион (летелица)
Орион MPCV (енгл. Multi-purpose Crew Vehicle; Вишенаменско возило посаде) је планирана летелица агенције НАСА, део некадашњег пројекта Сазвежђе (енгл. Constellation). Биће произведена од стране Локид Мартина (капсула) и Астријума (сервисни модул, као допринос пројекту европске свемирске агенције) за потребе агенције НАСА.
Орион може да понесе четири астронаута, и планиран је да се користи као теретна летелица за МСС и за мисије на Месец, Марс и астероиде. Орион је требало да буде лансиран ракетом Арес I, чији је развој отказан, а уместо ње биће лансиран Системом свемирског лансирања (енгл. Space Launch System) до дестинација изван НЗО.

## Експериментални пробни лет 1 (енгл.)
Дана 5. децембра 2014. године у 7.05 ИСТ (12.05 УТЦ) Орион капсула је лансирана поврх Делта IV ракете на свој први пробни лет. Пала је у Тихи океан 4,5 часова касније. Лет који се састојао од две орбите је био прво лансирање летелице за превоз људи у свемир агенције НАСА још од 2011. године, када је приземљена флота спејс-шатлова. То је такође први пут да је НАСА лансирала свемирску летелицу која је способна да понесе људе више од неколико стотина километара у свемир (изван ниске Земљине орбите) од лансирања летелице Аполо 17 1972. године (42 године раније). Орион је достигао надморску висину од 5.800 km, пролазећи тако два пута кроз Ван Аленове појасеве високог зрачења, и при повратку у атмосферу развио брзине од 8.900 m/s којим су тестирани топлотна заштита, падобрани, способност одбацивања компонената да би се смањила тежина летелице и компјутери на самој летелици.. Летелицу Орион је из Тихог океана извукао амерички ратни брод Енкориџ (енгл. USS Anchorage) и довезао у Сан Дијего, Калифорнија, након чега је враћена у Свемирски центар Кенеди на Флориди..
- Лансирање летелице Орион 5. децембра 2014. године
- Повратак на Земљу: почетак је 10 минута пре тренутка пада у Тихи океан; у току прва 2 минута види се плазма креирана услед трења између летелице и Земљине атмосфере, затим избацивање падобрана и коначно пад у океан.